# Aron Tomann
Aron Tomann (* 9. März 1995 in Korneuburg) ist ein ehemaliger österreichischer Handballspieler.

## Karriere
Tomann begann in seiner Jugend bei UNION Korneuburg Handball zu spielen. 2011 nahm er mit der Österreichischen Union-Auswahl an den FISEC Games teil und konnte mit dem Team das Turnier in Lissabon für sich entscheiden. Weiter besuchte der 1,86 Meter große Rückraumspieler die Handball Akademie Bad-Vöslau, wo er unter anderem mit Tobias Wagner und Sebastian Frimmel in einer Mannschaft spielte. Seit der Saison 2011/12 läuft der Niederösterreicher für den UHK Krems auf. 2013/14 feierte er sein Debüt in der ersten Mannschaft der Kremser. 2018/19 sicherte er sich mit dem Team sowohl den Meistertitel als auch den ÖHB-Cup-Sieg. Nach der Saison 2019/20 beendete Tomann, aufgrund seiner abgeschlossenen Ausbildung, seine Karriere.

## HLA-Bilanz
| 2013/14   | UHK Krems                                                       | HLA                                                             | 0                                                               | 0/0                                                             | 0                                                               |                                                                 |                                                                 |                                                                 |                                                                 |                                                                 |
| 2014/15   | UHK Krems                                                       | HLA                                                             | 7                                                               | 0/0                                                             | 7                                                               |                                                                 |                                                                 |                                                                 |                                                                 |                                                                 |
| 2015/16   | UHK Krems                                                       | HLA                                                             | 13                                                              | 0/0                                                             | 13                                                              |                                                                 |                                                                 |                                                                 |                                                                 |                                                                 |
| 2016/17   | UHK Krems                                                       | HLA                                                             | 60                                                              | 0/1                                                             | 60                                                              |                                                                 |                                                                 |                                                                 |                                                                 |                                                                 |
| 2017/18   | UHK Krems                                                       | HLA                                                             | 30                                                              | 0/0                                                             | 30                                                              |                                                                 |                                                                 |                                                                 |                                                                 |                                                                 |
| 2018/19   | UHK Krems                                                       | HLA                                                             | 7                                                               | 0/0                                                             | 7                                                               |                                                                 |                                                                 |                                                                 |                                                                 |                                                                 |
| 2019/20   | Saison aufgrund der COVID-19-Pandemie in Österreich abgebrochen | Saison aufgrund der COVID-19-Pandemie in Österreich abgebrochen | Saison aufgrund der COVID-19-Pandemie in Österreich abgebrochen | Saison aufgrund der COVID-19-Pandemie in Österreich abgebrochen | Saison aufgrund der COVID-19-Pandemie in Österreich abgebrochen | Saison aufgrund der COVID-19-Pandemie in Österreich abgebrochen | Saison aufgrund der COVID-19-Pandemie in Österreich abgebrochen | Saison aufgrund der COVID-19-Pandemie in Österreich abgebrochen | Saison aufgrund der COVID-19-Pandemie in Österreich abgebrochen | Saison aufgrund der COVID-19-Pandemie in Österreich abgebrochen |
| 2013–2020 | gesamt                                                          | HLA                                                             | 117                                                             | 0/1 ( 0%)                                                       | 117                                                             |                                                                 |                                                                 |                                                                 |                                                                 |                                                                 |

## Erfolge
- 1× Österreichischer Meister 2018/19
- 1× Österreichischer Pokalsieger 2018/19